# Regierung Bettel-Schneider
Die Regierung Bettel-Schneider, alternativ auch Regierung Bettel I, wurde am 4. Dezember 2013 vereidigt. Sie bildete sich nach der vorgezogenen Kammerwahl 2013. Bei dieser Wahl wurde die CSV mit Premierminister Jean-Claude Juncker wieder stärkste Partei. Die liberale DP, die sozialdemokratische LSAP und die luxemburgischen Grünen bildeten eine Koalitionsregierung. Erstmals seit 1979 war die CSV nicht mehr an einer Regierung beteiligt. Die vorgezogene Wahl wurde nötig, da die LSAP der Regierung im Vorfeld das Vertrauen entzog, wegen einer Geheimdienstaffäre, an der Jean-Claude Juncker beteiligt war.
Xavier Bettel (DP) wurde neuer Premierminister und Etienne Schneider (LSAP) Vize-Premierminister. Staatssekretär André Bauler (DP) kündigte am 19. März 2014 krankheitsbedingt seinen Rücktritt an. Am 28. März übernahm Marc Hansen (DP) das Amt. Am 16. Dezember 2015 trat Maggy Nagel nach anhaltender Kritik als Ministerin zurück. Das Kulturministerium wurde von Xavier Bettel übernommen, unterstützt wird er von Staatssekretär Guy Arendt (DP). Des Weiteren wurde Hansen Minister für Wohnungsbau sowie delegierter Minister für Hochschule und Forschung. Am 20. Juni 2018 wurde der frühere Europaabgeordnete Claude Turmes neuer Staatssekretär im Nachhaltigkeitsministerium, wo er den kürzlich zuvor verstorbenen Camille Gira ersetzte. Das Kabinett trat am 15. Oktober 2018, dem Tage nach der nächsten Kammerwahl, zurück, blieb aber geschäftsführend im Amt, bis am 5. Dezember 2018 die neue Regierung vereidigt wurde.

## Zusammensetzung des Kabinetts
| Name               | Amt | Partei    |
| ------------------ | --- | --------- |
| Xavier Bettel      | Premierminister Staatsminister Minister für Kommunikation und Medien Kultusminister Kulturminister ab 18. Dezember 2015 | DP        |
| Etienne Schneider  | Wirtschaftsminister Minister für Innere Sicherheit Verteidigungsminister Vize-Premierminister | LSAP      |
| Jean Asselborn     | Minister für Äußere und Europäische Angelegenheiten Minister für Immigration und Asyl | LSAP      |
| Félix Braz         | Minister für Justiz | Déi Gréng |
| Nicolas Schmit     | Minister für Arbeit, Beschäftigung sowie Sozial- und Solidarwirtschaft | LSAP      |
| Romain Schneider   | Minister für Soziale Sicherheit Minister für Kooperation und humanitäre Aktion Sportminister | LSAP      |
| François Bausch    | Minister für Nachhaltige Entwicklung und Infrastruktur | Déi Gréng |
| Fernand Etgen      | Minister für Landwirtschaft, Weinbau und Verbraucherschutz Minister für die Beziehungen zum Parlament | DP        |
| Maggy Nagel        | Kulturministerin bis 18. Dezember 2015 Ministerin für Wohnungsbau bis 18. Dezember 2015 | DP        |
| Marc Hansen        | Minister für Wohnungsbau ab 18. Dezember 2015 Delegierter Minister für Hochschule und Forschung ab 18. Dezember 2015 Staatssekretär im Ministerium für Bildung, Kindheit und Jugend ab 28. März 2014 bis 18. Dezember 2015 Staatssekretär im Ministerium für Hochschule und Forschung ab 28. März 2014 bis 18. Dezember 2015 Staatssekretär im Ministerium für Wohnungsbau ab 29. März 2015 bis 18. Dezember 2015 | DP        |
| Pierre Gramegna    | Finanzminister | DP        |
| Lydia Mutsch       | Gesundheitsministerin Ministerin für Chancengleichheit | LSAP      |
| Dan Kersch         | Innenminister Minister für den öffentlichen Dienst und administrative Reform | LSAP      |
| Claude Meisch      | Minister für Bildung, Kindheit und Jugend Minister für Hochschule und Forschung | DP        |
| Corinne Cahen      | Ministerin für Familie und Integration Ministerin für die Großregion | DP        |
| Carole Dieschbourg | Ministerin für Umwelt | Déi Gréng |
| Name               | Amt | Partei    |
| André Bauler       | Staatssekretär im Ministerium für Bildung, Kindheit und Jugend bis 28. März 2014 Staatssekretär im Ministerium für Hochschule und Forschung bis 28. März 2014 | DP        |
| Guy Arendt         | Staatssekretär im Ministerium für Kultur ab 18. Dezember 2015 | DP        |
| Francine Closener  | Staatssekretärin im Wirtschaftsministerium Staatssekretärin im Ministerium für Innere Sicherheit Staatssekretärin im Verteidigungsministerium | LSAP      |
| Camille Gira       | Staatssekretär im Ministerium für Nachhaltige Entwicklung und Infrastruktur bis 16. Mai 2018 | Déi Gréng |
| Claude Turmes      | Staatssekretär im Ministerium für Nachhaltige Entwicklung und Infrastruktur ab 20. Juni 2018 | Déi Gréng |